# Tracy Spiridakos
Tracy Spiridakos (Winnipeg, Manitoba, 20 de febrero de 1988) es una actriz greco-canadiense, conocida por su papel como Charlotte "Charlie" Matheson en la serie de televisión de ciencia ficción posapocalíptica Revolution, de la cadena estadounidense NBC.

## Biografía
Los padres de Spiridakos son George y Anastasia Spiridakos, griegos, dueños de restaurantes. Tiene dos hermanos. La familia se mudó al pueblo griego Skala, cerca de Esparta, cuando ella tenía cuatro años, y regresó a Canadá cuando tenía nueve. Se identifica fuertemente con su herencia griega.
Comenzó a actuar en la escuela secundaria y estudió en el Centro de Formación de Actores de Manitoba. Se graduó en Oak Park High School en Winnipeg.
Se trasladó a Vancouver en 2007 para dedicarse a la actuación, y en pocas semanas obtuvo su primer papel en televisión, un pequeño papel en Supernatural. Continuó trabajando en televisión, con roles en La mujer biónica, The L Word, Hellcats y Psych. Apareció en el telefilm Goblin, y la serie Mortal Kombat: Legacy. También tuvo un papel recurrente en Being Human como la mujer lobo Brynn McLean. En 2009 desempeñó su primer papel protagonista en la serie de Teletoon (Canada) Majority Rules!, como la joven de 15 años de edad Becky Richards.
Hizo su debut en el cine en 2011 en El origen del planeta de los simios, y filmó el cortometraje de bajo presupuesto Kill For Me, con Donal Logue y Katie Cassidy. A mediados de 2012, Spiridakos obtuvo un papel protagonista en la serie de televisión de la NBC Revolution como Charlie Matheson, un superviviente en una civilización en un futuro distópico. Ella hizo la audición para el papel mientras asistía a su primera sesión piloto.
A finales de 2012 se comprometió con Jon Cor un actor de Ontario que había trabajado con ella. Pero tiempo después terminaron su relación en junio de 2013,Brad (December 29, 2012). "Winnipeg’s Tracy Spiridakos has a big year after landing role on hit NBC drama series". Winnipeg Free Press.</ref> Fue la estrella invitada de la temporada 3 de la comedia de situación Episodes de Showtime, en el papel de Dawn, un pariente del personaje Morning Randolph (Mircea Monroe).
Para la temporada 3 de Bates Motel, interpretó a Annika Johnson quien era un joven misteriosa mujer que apareció en el motel. Ella se describió como alguien que abiertamente se ocupó en el comercio sexual.
En 2017, Spiridakos apareció en los tres episodios finales de la cuarta temporada de la serie de NBC Chicago P.D., y fue promovida a personaje regular a partir de la quinta temporada de la serie.
En 2024, se anuncia que la actriz ha decidido seguir su carrera como actriz fuera de la serie Chicago P.D. El capítulo 13 de la temporada 11, que es el que cierra la temporada, también es el que cierra esta etapa para Tracy Spiridakos en la comisaría 21.

## Filmografía

### Cine
| Año  | Título                              | Personaje             | Notas |
| ---- | ----------------------------------- | --------------------- | ----- |
| 2011 | El origen del planeta de los simios | Chica de la fiesta #1 |       |
| 2013 | Kill For Me                         | Hayley Jones          |       |
| 2015 | The Byrd and the Bees               | Rebecca Byrd          |       |

### Televisión
| Año       | Título                            | Personaje                    | Notas                                |
| --------- | --------------------------------- | ---------------------------- | ------------------------------------ |
| 2007      | Supernatural                      | Enfermera                    | Episodio: "Bedtime Stories"          |
| 2007      | Bionic Woman                      | Annie                        | Episodio: "The List"                 |
| 2007      | Aliens in America                 | Liz                          | Episodio: "Church"                   |
| 2008      | Every Second Counts               | Chica #1                     | Película para televisión             |
| 2008      | The Secret Lives of Second Wives  | Meredith                     | Película para televisión             |
| 2009      | The L Word                        | Mujer joven                  | Episodio: "LMFAO"                    |
| 2009      | Web of Desire                     | Megan                        | Película para televisión             |
| 2009–2010 | Majority Rules!                   | Becky Richards               | Rol principal, 26 episodios          |
| 2010      | Psych                             | Saralyn                      | Episodio: "Viagra Falls"             |
| 2010      | Hellcats                          | Ella                         | Episodio: "Beale St. After Dark"     |
| 2010      | Tower Prep                        | Penny                        | Episodio: "Boo Report"               |
| 2010      | The Boy She Met Online            | Cami Winters                 | Película para televisión             |
| 2010      | Goblin                            | Nikki Perkins                | Película para televisión             |
| 2011      | Soldiers of the Apocalypse        | Forty                        | Piloto de televisión no vendido      |
| 2011      | Mortal Kombat: Legacy             | Blue                         | Episodio: "Raiden"                   |
| 2012      | Being Human                       | Brynn McLean                 | 4 episodios                          |
| 2012      | Rags                              | Sammi                        | Película para televisión             |
| 2012–2014 | Revolution                        | Charlotte "Charlie" Matheson | Rol principal, 42 episodios          |
| 2014      | Episodes                          | Dawn Randolph                | 2 episodios                          |
| 2015      | Bates Motel                       | Annika Johnson               | 3 episodios                          |
| 2015      | Untitled O’Shannon/Warren Project | Holly                        | Piloto de televisión no vendido      |
| 2016      | Recon                             | Alexa                        | Piloto de televisión no vendido      |
| 2016      | Ley de los audaces                | Nikki Carpenter              | Episodios: "The Rising", "Corkscrew" |
| 2017-2024 | Chicago P.D.                      | Detective Hailey Upton       | 140 Episodios (Temporadas 4-11)      |